# Partido Socialista dos Trabalhadores (Argentina)
O Partido Socialista dos Traballhadores foi um partido político argentino fundado por Hugo Bressano (Nahuel Moreno) no ano de  1972, de orientação trotskista, que existe até 1982.  formado a partir da fusão da fração Partido Revolucionario de los Trabajadores - Verdade (PRT-Verdade) e de um grupo proveniente do Partido Socialista , liderado por Juan Carlos Coral.
Sofreu vários atentados por parte da Alianza Anticomunista Argentina (Triple A), como os Massacres de La Plata e General Pacheco. Muitos de seus militantes foram assassinados ou presos durante a ditadura militar Argentina entre 1976 y 1983 (site Nahuel Moreno).
Com o fim da ditadura, em 1982 muda seu nome para Movimiento al Socialismo (MAS). Seus dirigentes mais importantes, além de Nahuel Moreno, foram, entre muitos, Petizo Paez (SITRAC-SITRAM) e César Robles, assassinado pela AAA (site Nahuel Moreno).

## Antecedentes
Nahuel Moreno foi dirigente de uma organização política de caráter internacional na Argentina no ano de 1943. Até a década de 1980, a organização sofreu inúmeras mudanças de denominação e estratégias políticas e organizacionais. Seria reconhecido pelos seguintes nomes: Grupo Obrero Marxista (1943-1944), Grupo Obrero Revolucionario (1944-1949), Partido Obrero Revolucionario (1949-1953), Federação Bonaerense do Partido Socialista da Revolução Nacional (1953-1956), Movimiento de Agrupaciones Obreras (1956), Palabra Obrera (1957-1964), Partido Revolucionario dos Trabajadores (1964-1972), Partido Socialista dos Trabajadores (1972-1982) e Movimiento al Socialismo (desde 1982).